# San Pedro Lagunillas
San Pedro Lagunillas é um município do estado do Nayarit, no México.